# Baixxar ibn Burd
Abu-Muadh Baixxar ibn Burd o, més senzillament, Baixxar ibn Burd (àrab: بشار بن برد, Baxxār ibn Burd) (vers 714/715-784) fou un destacat poeta en llengua àrab del segle viii, originari del Tukharistan o Pèrsia oriental. Era cec de naixement.

## Biografia
Va començar a destacar com a poeta als deu anys. Fou afavorit per alguns califes i governadors, i esdevingué panegirista dels omeies i els abbàssides. Encara que aparentment seguia estrictament l'ortodòxia musulmana, sembla que era molt escèptic. Uns versos heterodoxos escrits a Bàssora van fer que fos acusat d'heretgia i detingut per ordre del califa Al-Mahdí i tirat als pantans de la Batiha el 784.
Va donar suport al moviment aix-Xubiyya, que protestava contra la superioritat jeràrquica dels àrabs dins la societat.
És considerat un dels grans pensadors cecs de la literatura àrab. A ell s'atribueix el recurs al badí, la nova retòrica que es va imposar als segles VIII i IX.